# Portada/article juliol 12

## Història dels gitanos
La història dels gitanos, que també són coneguts com a poble rom, roma, romaní o romanó, és encara actualment objecte de controvèrsia. Hi ha diverses raons que ho expliquen. En primer lloc, la cultura gitana és fonamentalment no escrita, de manera que no han conservat per escrit la seva procedència i les seves vicissituds. La seva història ha estat estudiada sempre pels no romanís, freqüentment a través d'un punt de vista fortament etnocentrista. Els primers moviments migratoris daten del segle x, de manera que molta informació s'ha perdut, si és que alguna vegada va existir. Cal assenyalar també que els primers grups gitanos arribats a Europa occidental fantasiejaven sobre els seus orígens i s'atribuïen una procedència misteriosa i llegendària, en part com a estratègia de protecció enfront d'una població davant la qual eren minoria, en part com a posada en escena dels seus espectacles i activitats.
Les principals fonts d'informació són els testimonis escrits, les anàlisis lingüístiques i la genètica de poblacions.